# タキシン
タキシン (taxine) は、主にイチイ属の植物に含まれるテルペンアルカロイドの混合物である。外観は粒状の粉末で、CAS登録番号は [12607-93-1]。Taxine A (C35H47NO10、 [1361-49-5])、taxine B (C33H45NO8、[1361-51-9]) などが含まれる。『イチイ』の意であるラテン語『taxus』から名が取られた。1950年代から1960年代にかけて分離と構造決定の研究がなされた。
タキシンAおよびBのヨーロッパイチイ (Taxus baccata L.) 由来のタキシン中の含量はそれぞれ30%、1.8%である。抗がん剤パクリタキセル（タキソール）の含量は0.01%と非常に低い。

## 毒性
心臓毒の一種であり、症状としては末梢神経性循環障害食欲廃絶、筋力低下、四肢の振戦、呼吸困難、心臓麻痺、心拍数減少、血圧低下、体温低下、痙攣、硬直など様々なものが挙げられる。
症状が急速に進むため、死ぬ寸前まで気付かないことも稀では無く検死などで毒物検査を行って初めて異常な量の摂取が発覚することもある。
タキシンはカルシウムチャネルおよびナトリウムチャネルのアンタゴニストであり、心臓のイオンチャネルに対して選択性を示す。
タキシン中の主要な成分はタキシンBであり、タキシンBはその他の成分よりも高い毒性を示すため、タキシンの毒性の大部分はタキシンBによるものであると考えられている。

タキシンBの構造

アガサ・クリスティのポケットにライ麦をでは、タキシンを用いた殺人事件が登場する。

## 医薬品としての利用
昔、イチイを天日干しにしたものが医薬品として使われていたことがあるが、効果の程は不明。医薬品として用いるならば、同じイチイから取れるタキサンやパクリタキセルの方が有用である。